# Schwingzylinderpresse
Die Schwingzylinderpresse ist eine Sonderbauform der Buchdruckmaschinen. Sie ist dem Funktionsprinzip nach eine Flachformmaschine mit horizontalem Druckfundament.

## Aufbau und Wirkprinzip
Schwingzylindermaschinen zeichnen sich durch einen sehr einfachen Aufbau und einen störungs- und wartungsarmen Betrieb aus. Der Druckzylinder mit einfachem Umfang steht über eine Bezahnung ständig mit dem Fundament in Verbindung. Das Fundament wird über einen Kurbeltrieb vor- und zurückbewegt und macht eine Bewegung ähnlich der einer Stoppzylindermaschine. 
Der Zylinder schwingt dabei synchron mit dem Fundament vor und zurück. Das kinematische Prinzip ist eine zwangsgeführte, periodische Pendelbewegung (Sinusfunktion). Im Unterschied zu Stopp- bzw. Haltzylindermaschinen und Zweitourenmaschinen vollführt der Zylinder in jedem Drucktakt auch eine Rückwärtsbewegung.
Je nach Bauweise wird der Bogen einmal von oben (z. B. Salmson Ranger) oder von unten (z. B. Victoria Front) an den Zylinder angelegt und typischerweise mit der bedruckten Seite nach oben abgeführt. Dadurch war das frische Druckbild besonders gut vor dem Verschmieren und Auskratzen geschützt.
Die Schwingzylindermaschine legt den Bogen exakt im Umkehrpunkt an (also bewegungsfrei) und überführt meist vom Tisch an die Greifer mithilfe einer Saugstange. Der Bogenlauf ist sehr ruhig und abschmierfrei.
Die Leistung von Schwingzylinderpressen liegt zwischen 1.000 und ca. 5.000 Bg/h. Eine weitere Steigerung ist wegen der typischen, doppelten Drehrichtungsumkehr je Takt und der damit auftretenden Massenbeschleunigung nicht sinnvoll.
Die Grammatur ist, des offenen Bogenweges wegen, fast unbegrenzt bis 300 g/m² steigerbar.
Das Gewicht einer Schwingzylindermaschine ist dem einer Stoppzylindermaschine gleicher Bauart ähnlich. Das Farbwerk war bzw. ist typischerweise ein Rollenfarbwerk mit 6–7 Verreiberwalzen.

## Bauformen und Modelle
Das wohl bekannteste Modell dürfte das, seit den frühen 1930er-Jahren von der Firma Rockstroh AG in Heidenau bei Dresden gebaute, Modell Victoria-Front sein. Die Maschine wurde in drei Formatversionen gebaut: Gnom, Gudrun SB (800 × 500) und Gerda (1040 × 800). Alle drei Versionen wurden im gleichen Grundaufbau und mit den gleichen Funktionselementen ausgeführt. Bei der Gerda-Version wurden die getrennt angetriebenen Kompressoren häufig separat aufgestellt, um die Lärmbelastung geringer zu halten.
Die verbreitetste Version war die Gudrun SB, die in vielen kleineren Betrieben noch bis nach 1990 als Stanze lief.
bisher bekannte Modelle: Gnom, Gudrun, Gerda (Rockstroh AG/D, VEB Polygraph/DDR), The Salmson Ranger (GB)

## Beispiel VICTORIA-Front-Baureihe
Hersteller
vormals Rockstroh AG Heidenau/Sa.
nachmals VEB Polygraph Victoria Heidenau/Sa.
heute Victoria GmbH Coswig bzw. PLANETA/KBA AG Radebeul
Am Beispiel der noch am häufigsten vertretenen Maschinen vom Typ GUDRUN soll der schematische Wirkungsaufbau einer Schwingzylinderpresse verdeutlicht werden.
Die Bogenanlage beginnt an einer Saugstange mit Kippung am rechten Ende der Bedienerseite. Der Bogen wird face-down über den Tisch geführt (klassischer Einzelbogenanleger). Die Führung erfolgt mit Bändern auf einem Metalltisch. Unter dem Tisch liegt das Kurbelrad und die einfache Schubstange. Die Drehrichtung des Antriebes ist vom Bediener aus rechts (Schwungrad) und links (Kurbelrad). Die Luftpumpe (Doppelkolbenpumpe) arbeitet separat und hat einen eigenen, kurvengesteuerten Umschaltblock für Saug- und Blasluft.
Der Antrieb erfolgt über ein tastengesteuertes Schützsystem mit einem Schleifringläufermotor (ca. 3,5 kW). Die Geschwindigkeit wird über ein Widerstandsystem geregelt.
Die Bogenanlage erfolgt unten am Zylinder, während das Druckfundament rechts davon zum Stehen kommt. Der Einlauf erfolgt in die Vordermarken, welche anschließend nach oben abschwenken. Die Seitenziehmarken können jeweils umgestellt und in Zugkraft und -weite sehr fein justiert werden. Nach dem Ausrichten saugt die Übergabestange den Bogen an und schwenkt ihn in die stehenden Greifer.
Beim Rücklauf des Fundamentes nach links senkt der Hebemechanismus (Besonderheit der Schwingzylindermaschinen) den Zylinder ca. 3 mm ab und setzt ihn auf Druckposition. Der Bogen geht beim Druck um den Zylinder (nach links unten, dann nach rechts oben) und auf die Abnehmergabeln. Dort öffnen die Greifer und der Bogen wird von den Abführbändern vom Zylinder abgezogen. Währenddessen geht der Zylinder mit dem Fundament zurück (im abgehobenen Zustand = ohne Druck) um einen neuen Bogen zu übernehmen.
Die Einfärbung der Form erfolgt beim Ausfahren des Fundamentes nach links und ein zweites Mal beim Einfahren zur Bogenübernahme.
Nachteilig ist bei diesem Funktionsprinzip, dass Farbwerk und Zylinder die Schwingung des Fundamentes mitvollführen. Durch die periodische Drehrichtungsumkehr wird die Farbverreibung mit unterschiedlichen Geschwindigkeiten vorgenommen. Auch die Schablonierneigung ist bei diesen Farbwerken nicht zu unterschätzen.
Der unbestreitbare Vorteil dieser Maschinen war und ist die sehr gut zugängliche Bogenanlage und die einwandfreie Beobachtbarkeit des Bogenlaufes/Druckes.
Bei der Victoria-Front kommt noch hinzu, dass der Bogenweg sehr lang ist und der Bogen kontaktfrei abgeführt wird, so dass auch starke Farbaufträge gut wegschlagen können.
Die Auslage erfolgt face-up auf einem Auslegebrett (bis max. 1.000 Bg. 80 g/m²) oder an der abfahrbaren Hochstapelauslage (bis ca. 5.000 Bg. 80 g/m²).

## Bekannte Standorte
in der Stiftung Druckkunst in Leipzig eine "Gudrun SB" (Bj. 1939, Rockstroh AG) und eine "Gerda" (VEB Polygraph), beide voll funktionsfähig und in Betrieb
im Druckwerk Dornbirn (Österreich) eine "Gudrun SB" aus dem VEB Polygraph Viktoria, mit Hochstapelauslage (teilfunktionsfähig, nicht in Betrieb)
auf dem Hof Dishley bei Rostock eine "Gudrun SB" (Bj. 1963) aus dem VEB Polygraph Viktoria, Bau-Nr.7104, mit Hochstapelauslage (teilfunktionsfähig, in der Restaurierung)
im Museum der Stadt Rendsburg , Druckmaschinensaal (im ehem. Arsenal der Stadt Rendsburg) eine "Gudrun SB" aus den Rockstroh Werken Heidenau, mit Flachauslage (funktionsfähig, gelegentlich in Betrieb), Bau-Nr. 4715, 
Farbgebung noch komplett schwarz, nicht hellgrün wie zu VEB-Zeiten